# Chucho Ferrer
José de Jesús Ferrer Villalpando (Guadalajara, Jalisco; 9 de octubre de 1929 - Ciudad de México; 6 de diciembre de 2011), más conocido como Chucho Ferrer, fue un destacado músico y arreglista mexicano.

## Biografía
Fue hijo del matrimonio de Jesús Ferrer y Refugio Villalpando, ambos músicos. Desde su niñez mostró inquietud por la música. Su educación formal se compone de estudios de armonía, composición musical e instrumentación en el Conservatorio Nacional de Música de México.
Chucho Ferrer se considera un ícono de historia de la música popular en México, ya que realizó más de 8000 arreglos musicales para artistas de diversos géneros que van desde el bolero, el rock, el ranchero, la balada y música clásica, entre otros.
Chucho Ferrer ha sido orquestador en agrupaciones como la Orquesta Filarmónica de la Ciudad de México, la Orquesta de Cámara de Bellas Artes, la Orquesta Nacional de Música de la UNAM, la Orquesta del Instituto Politécnico Nacional, la Orquesta Sinfónica de Guadalajara, la Orquesta Sinfónica de Guanajuato, la Orquesta Sinfónica de Puebla, la Orquesta Sinfónica de Xalapa y la Orquesta Sinfónica de Vancouver, Canadá.
Chucho Ferrer fungió durante 13 años como director artístico de la Orquesta de solistas de Agustín Lara, también participó como musicalizador en los primeros programas de la televisión mexicana y fue pionero de la emblemática estación de radio en México, la XEW.
No obstante, el mayor reconocimiento del público lo tuvo al ser durante 20 años el director musical del Festival OTI Nacional (México) y 13 años como director musical del Festival OTI Internacional. Entre los artistas a los cuales les realizó arreglos musicales figuran: Agustín Lara, Libertad Lamarque, Pedro Vargas, Pedro Infante, Amalia Mendoza, Lola Beltrán, Aida Cuevas, Toña la Negra, Juan Torres Robles Armando Manzanero, Fernando Valadés, Alejandro Fernández, Chamin Correa, Franciso Gavilondo Soler (Cri cri,) Eugenia León, Emmanuel, Estela Núñez, Guadalupe Pineda, Lupita D'Alessio, Domingo Trimarchi, José Alfredo Jiménez, José María Napoleón, José José, Juan Gabriel, Luis Miguel, Marco Antonio Muñíz, Vicente Fernández, Rocío Dúrcal, Olga Guiilot, Roberto Cantoral, Manoella Torres, Imelda Miller, César Costa, Los Hermanos Castro, Imelda Miller, Yoshio, Bronco, El mariachi Gallos de México, María Medina, Gualberto Castro, Mariachi Nacional de México, Plácido Domingo, Angélica María, María Félix, Daniela Romo, María Medina, y Grupo Musical Campo Verde entre otros muchos artistas.
Entre los arreglos más emblemáticos de Chucho Ferrer figuran:
- El triste. Intérprete: José José
- Al Final. Intérprete: Emmanuel
- Que alegre va María: Imelda Miller
- La Felicidad. Intérprete: Gualberto Castro
- Como Tú. Intérprete: Lupita D'alessio
- Por esas pequeñas cosas. Intérprete: Domingo Trimarchi
- Por una cabeza (Tango). Intérprete: Aida Cuevas.
- Tema OTI
- Si supieras tu.

## Homenaje
Chucho Ferrer fue reconocido en vida por la Academia Latina de Grabación de Artes y Ciencias, organizadora de los Premios Grammy Latinos, al otorgarle el pasado 9 de noviembre, 2011 el Premio a la Excelencia Musical (en ausencia), evento que se llevó a cabo en Las Vegas, Nevada.
El 22 de agosto de 2010 y aún en vida, Chucho Ferrer recibió un homenaje a su carrera en el Teatro de la Ciudad con la presencia de varios artistas: César Costa, Aida Cuevas, Carlos Cuevas, Lila Déneken, Yoshio, Felipe Gil, Johnny Laboriel, Los Hermanos Castro, Armando Manzanero, José José, Luis Miguel, Cristian Castro, Manoella Torres, Imelda Miller, Mario Pintor, Arianna, Bronco, El mariachi Gallos de México, María Medina, Gualberto Castro, Mariachi Nacional de México, Plácido Domingo, Lucero, Angélica María, Daniela Romo. Fueron acompañados de la Orquesta del SUTM/SUTME con 40 músicos en escena y la dirección del maestro Rodolfo "Popo" Sánchez, así como con la conducción de Jorge Coque Muñíz, en el cual se le otorgaron varios reconocimientos entre los cuales destaca el de Ciudadano Distinguido otorgado por el Gobierno de la Ciudad de México, el Micrófono de Oro y lo más importante, el aplauso de un público que llenó el Teatro de la Ciudad de México y que con calurosos aplausos le reconoció a Chucho Ferrer el aprecio a su trabajo por más de 50 años.
En el homenaje y antes de comenzar a cantar, José José le expresó: «Cuántos recuerdos, Chucho es de los mejores arreglistas de México y como pocas veces me acompaña para cantar esta creación del señor Roberto Cantoral, rara vez puedo tener este privilegio. Muchas gracias.»

## Discografía
- El Organo Romantico De Chucho Ferrer (RCA Camden), 1967
- La Onda Caliente Organo De Chucho Ferrer (RCA Camden), 1972
- 12 Top Hits Chucho Ferrer Y Su Organo (RCA), sin fecha

### Trabajo de apoyo
Realizó grabaciones dirigiendo la orquesta de acompañamiento de varios cantantes, bajo los nombres de «Orquesta de Chucho Ferrer» y «Jesus Ferrer y su Orquesta», por RCA, RCA Camden, RCA Victor y Vik.